# Mandol
Mandol (paschtunisch منډول, persisch مندول) ist der westliche Distrikt der afghanischen Provinz Nuristan.

## Geographische Lage
Er wird im Norden durch die Provinz Badakhshan (grenzt hier an den Distrikt Kuran va Munjan), im Westen durch die Provinz Panjshir und im Süden durch die Provinz Laghman begrenzt. Die Ostgrenze wird durch die Distrikte Nuristan und Wama dargestellt. Mandol ist in erster Linie durch den Flusslauf des Alingar und dessen Zuflüsse gekennzeichnet. Die Nord-Süd-Ausdehnung beträgt ca. 80 km und die Ost-West-Ausdehnung misst ca. 65 km. Die Fläche beträgt 1.996 Quadratkilometer und die Einwohnerzahl 23.110 (Stand: 2022).
Knapp 50 % des Distriktes sind permanent vom Schnee bedeckt, lediglich in den Tälern im Süden Mandols kann sich Vegetation durchsetzen. Die Niederungen befinden sich auf einer Höhe von ca. 2500 m, während die Gipfel Mandols leicht 3500 m erreichen.
Der Verwaltungssitz befindet sich in Mandol.